# Driewegen (Biervliet)
Pour les articles homonymes, voir Driewegen.
Driewegen est un hameau appartenant à la commune néerlandaise de Terneuzen, situé dans la province de la Zélande, en Flandre zélandaise.